# Kelisia sporobolicola
Kelisia sporobolicola är en insektsart som beskrevs av George Willis Kirkaldy 1910. Kelisia sporobolicola ingår i släktet Kelisia och familjen sporrstritar. Utöver nominatformen finns också underarten K. s. immaculata.